# Focalizzazione (marketing)
La focalizzazione è una delle tre strategie competitive analizzate dall'economista statunitense Michael Porter, strettamente legata alla individuazione di un segmento o nicchia di mercato, i cui bisogni potranno essere soddisfatti dall'impresa. 
La focalizzazione secondo Porter distingue tra focalizzazione di costo, che sfrutta le differenze di comportamento dei costi limitatamente a uno, o pochi segmenti di mercato,  e focalizzazione sulla differenziazione, mirata a precise esigenze della clientela in una nicchia di mercato, clientela sensibile alla qualità e al valore percepito del prodotto/servizio.